# Kirarin Land
Kirarin Land (きらりん☆ランド, Kirarin Rando, lit. "O País de Kirari") foi o segundo álbum de Koharu Kusumi, lançado como parte de Tsukishima Kirari starring Kusumi Koharu (Morning Musume) (月島きらり starring 久住小春(モーニング娘。)). O álbum foi lançado em 19 de dezembro de 2007 na edição limitada (EPCE-5528~9) e na normal (EPCE-5530).

## História
O álbum foi lançado em 19 de dezembro de 2007 no Japão pela gravadora Zetima. Ficou entre os 17º álbuns mais vendidos na Oricon. O álbum veio em formato CD+DVD de edição limitada com uma tampa, a sobretaxa ficou diferente contendo versões alternativas, vídeos musicais de singles e interpretações "ao vivo". O álbum foi cantado por Koharu Kusumi do grupo Morning Musume, ela também interpretou Kirari Tsukishima, a cantora heroína fictícia da série de anime Kilari (Kirarin Revolution). 
O álbum contém onze faixas, incluindo as quatro primeiras (nos lados A e B) que foram o terceiro e quarto singles das canções (Happy☆彡 e Chance!), e também do single Kira☆Pika (Hana wo Pūn/Futari wa NS) interpretada com Mai Hagiwara do grupo °C-ute. Estas seis faixas serviram como tema de abertura e encerramento de Kilari, com a canção Olala  sendo o nono encerramento (exibido nos episódios 91 até ao 102).

## Lista de faixas

### CD
| N.º | Título                                                                                                 | Letrista(s)                                              | Compositor(es)              | Arranjador(es)                   | Duração |
| --- | --- | -------------------------------------------------------- | --------------------------- | -------------------------------- | ------- |
| 1.  | "Happy☆彡" (ハッピー☆彡, Happī)                                                                        | Bounceback                                               | Bounceback                  | Bounceback                       | 3:59    |
| 2.  | "Chance!" (チャンス!, Chansu!)                                                                         | 2°C                                                      | Tetsurō Oda (織田哲郎)      | Masaki Iehara (家原正樹)         | 3:37    |
| 3.  | "Olala"                                                                                                | Kanae Koyama (小山哉枝)                                  | Tomokazu Tashiro (田代智一) | Yōichirō Yasuoka (安岡洋一郎)    | 3:15    |
| 4.  | "Himawari" (ヒマワリ, lit. "Girassol")                                                                 | Chisato Nishimura (西村ちさと)                           | Shinya Saitō (齋藤真也)     | Shinya Saitō (齋藤真也)          | 3:27    |
| 5.  | "Konnichi pa" (こんにちぱ, "Konnichi wa" ("Hello") com um extra handakuten)                            | YumYum                                                   | MenMen                      | MenMen                           | 3:11    |
| 6.  | "Very! Berry! Strawberry!"                                                                             | Minori (実ノ里)                                          | Yūya Saitō (斎藤悠弥)       | Yūya Saitō (斎藤悠弥)            | 3:30    |
| 7.  | "Hana wo Pūn" (はなをぷーん, lit. "Pūn, o Nariz") (Kira☆Pika)                                          | YumYum                                                   | MenMen                      | Jirō Miyanaga (宮永治郎), MenMen | 4:28    |
| 8.  | "Koi no Mahō wa Habibi no Bi!" (恋の魔法はハビビのビ!, lit. "A Magia do Amor é a Beleza de um Amante") | Chieko Suyama (すやまちえこ), Katsuya Yoshida (吉田勝弥) | Katsuya Yoshida (吉田勝弥)  | Katsuya Yoshida (吉田勝弥)       | 3:43    |
| 9.  | "Futari wa NS" (ふたりはNS, lit."Nós Dois Somos NS") (Kira Pika)                                       | YumYum                                                   | MenMen                      | Jirō Miyanaga (宮永治郎)         | 4:40    |
| 10. | "Ramutara" (ラムタラ)                                                                                  | 2°C                                                      | Yūya Saitō (齋藤悠弥)       | Yūya Saitō (齋藤悠弥)            | 3:35    |
| 11. | "Shiawase Clover" (幸せクローバー, Shiawase Kurōbā, lit. "Boa Sorte, Trevo-de-quatro-folhas")          | Minori (実ノ里)                                          | Yūya Saitō (齋藤悠弥)       | Yūya Saitō (齋藤悠弥)            | 3:43    |